# 文殊院西古墳
文殊院西古墳（日语：／ Monjyuinnishi Kofun），是位於日本奈良縣櫻井市阿部的一座圓墳，推測建於古墳時代後期（7世紀後半，終末期古墳），特別史跡。

## 歷史
古墳位於櫻井市阿部的丘陵的西邊，位處安倍文殊院境內，其以東約100米的地方另有一古墳，稱為文殊院東古墳，其中文殊院西古墳靠接近文殊院的本堂。雖然具體的墳形不明，《日本古墳大辭典》視其為圓墳，被削平的墳丘推測直徑為25至30米，高6米，《國指定史跡指南》亦持同一觀點，指出其很可能是直徑達20米以上的圓墳。櫻井市觀光協會則主張是圓墳或方墳，規模為30米左右。雖然未有在古墳發現葺石和埴輪，但是其以方石堆砌成的兩袖式橫穴式石室為諸多橫穴式石室古墳中整理得最為妥善的。
古墳在室町時代已有記載，據《實隆公記》所述，當時朝南的古墳石室入口已經毫無遮擋。由於古墳位處安倍文殊院境內，因此幾乎可以斷定古墳就是阿倍氏的首領之墓，入葬者則被認為是死於大化5年（649年）的左大臣阿倍內麻呂，因此推測古墳的建造時期也是與其相近的7世紀後半，陪葬品的詳細和所在則不明。1923年3月7日，古墳獲指定為日本國史跡，1952年3月29日上調為特別史跡。古墳內供奉了地藏菩薩，而且開放讓人免費參觀。

## 石室

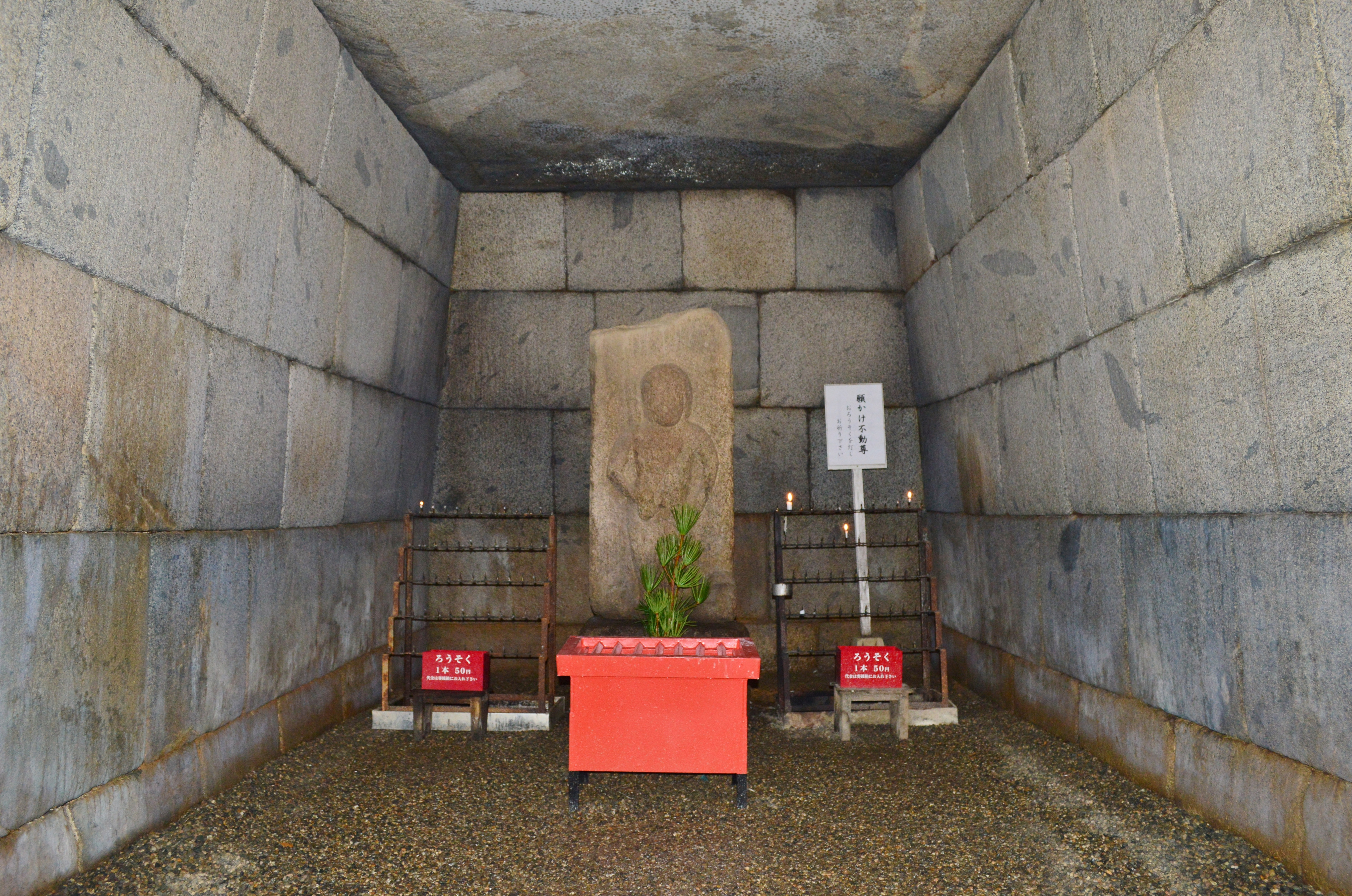
玄室

古墳的石室是兩袖式橫穴式石室，設計上非常精密，花費了大量的工夫建成，左右兩邊牆壁的橫向長條石材處各有兩個地方刻有幼長的直線，讓人誤以為是兩塊石，石材也曾經進行拋光工序，讓其看起來將磚頭一樣，這種模式是參照了朝鮮半島的磚槨墳，石材之間也沒有空隙，作為終末期古墳在技術上無與倫比。頂部大石板留有寬15厘米左右的地方，其內部加工成小型拱頂，讓頂部大石板的積水流向兩旁的牆壁，從而防止塌下來壓在棺材之上。另外，在羨道的入口處頂部的大石板和兩旁的牆壁也有像門溝的地方，過去很可能建有大門，頂部大石板和石室內的牆壁都曾經進行拋光工序，加上頂部的第二塊石板開始逐層變低，這些在其他古墳也是非常罕見。
櫻井市和《日本大百科全書》主張石室全長為12.4米，《日本古墳大辭典》為12.48米，《國指定史跡指南》則是12.5米。另外根據《日本歷史地名大系》，玄室長5.1米，寬2.5米，高2.7米，由高約60厘米，寬70厘米左右的優質花岡岩的長方形方石堆砌而成，共五層，頂部是一塊大石板，羨道左右兩旁各有四塊巨石，頂部由三塊石板所覆蓋，長7.3米，寬2.3米，高1.8米，《國指定史跡指南》的數據則是玄室寬2.87米，羨道長7.4米，寬1.9米，高兩米，《日本古墳大辭典》則提出是玄室盡頭牆壁寬2.86米，高2.77米，羨道長7.39米，羨門部分寬2.1米，高1.97米。與此同時，櫻井市觀光協會指出玄室寬2.9米，高2.7米，羨道長7.3米，寬2.3米，高1.8米。

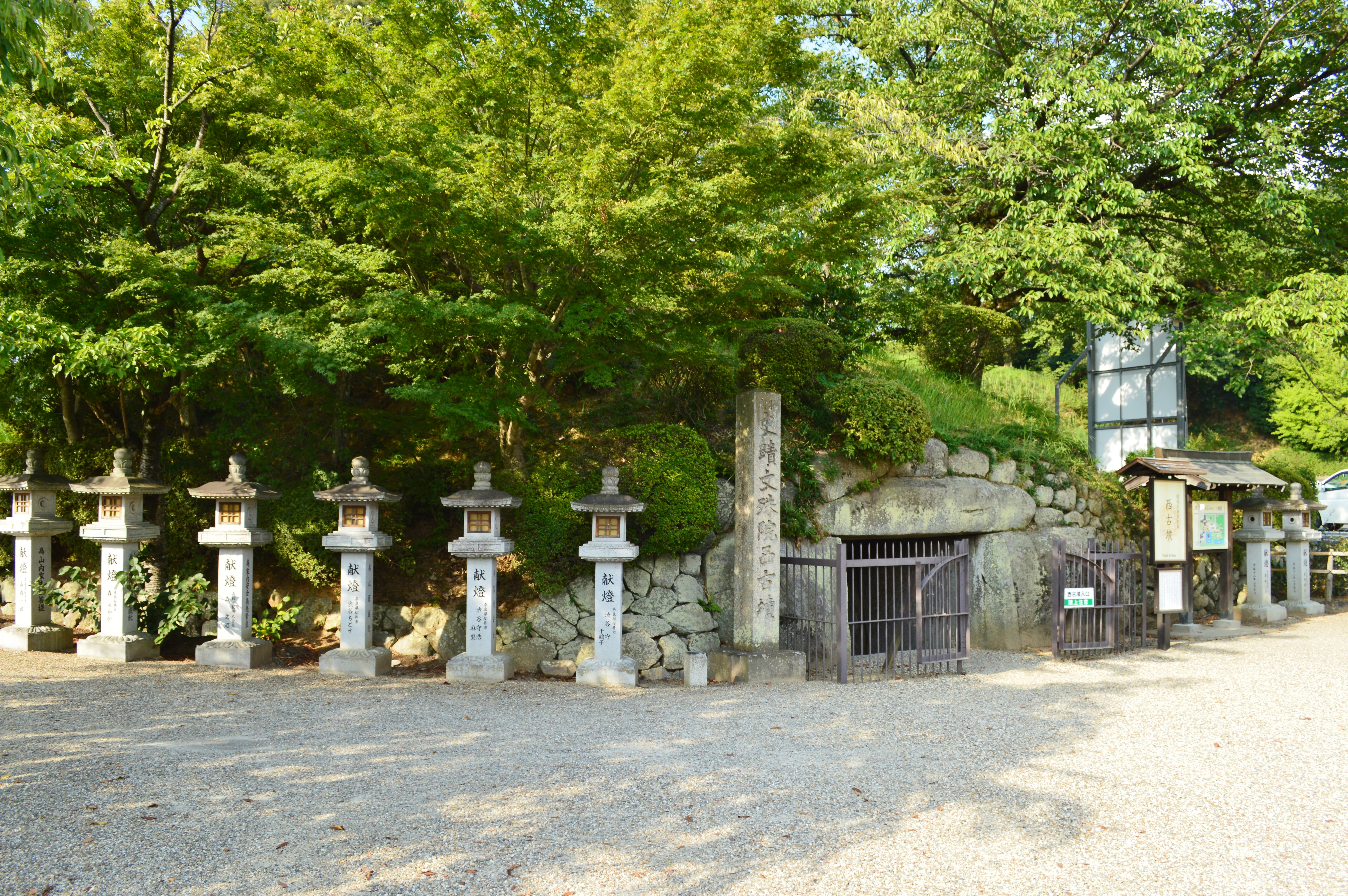
墳丘
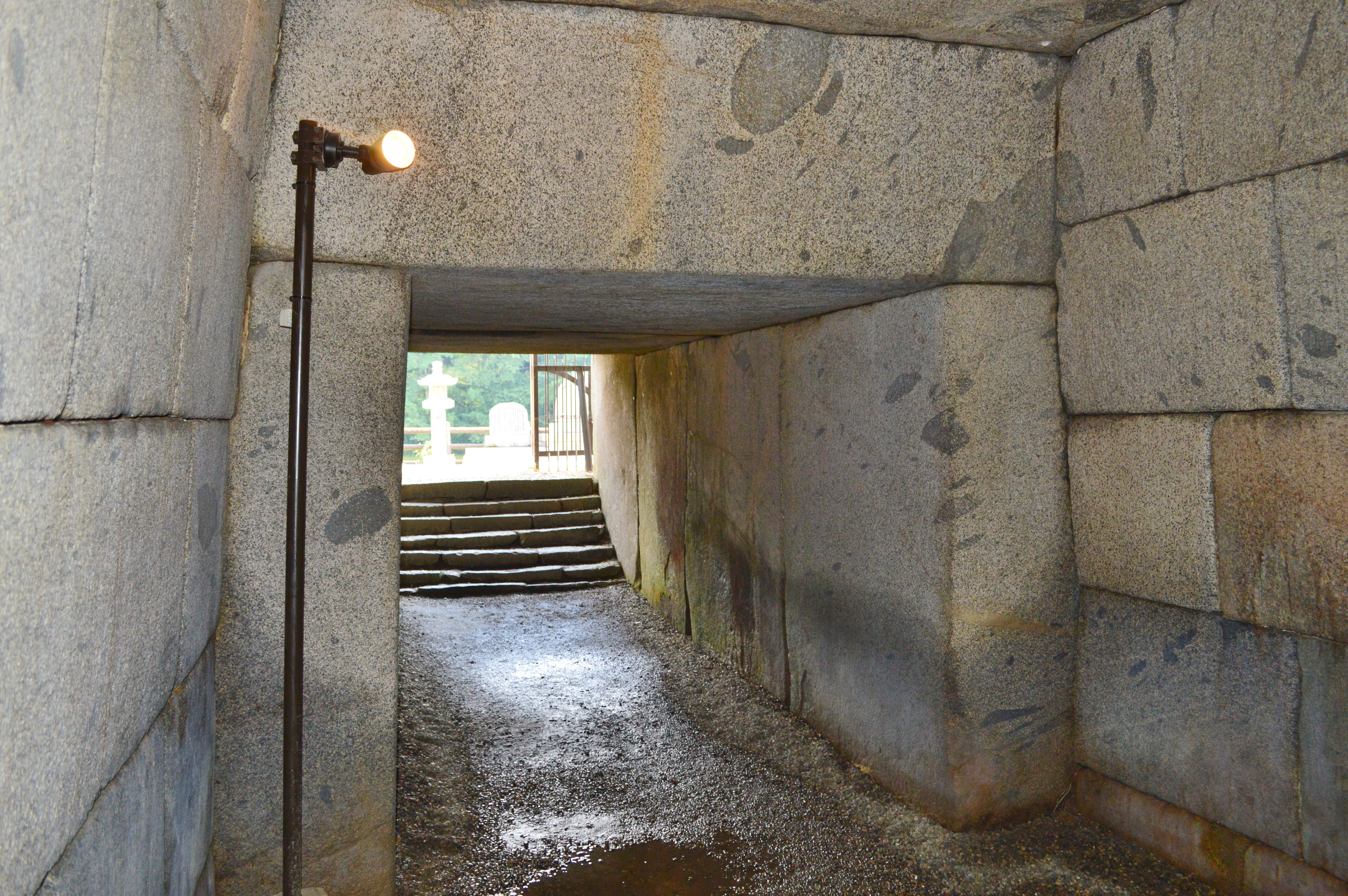
玄室（羨道方向）
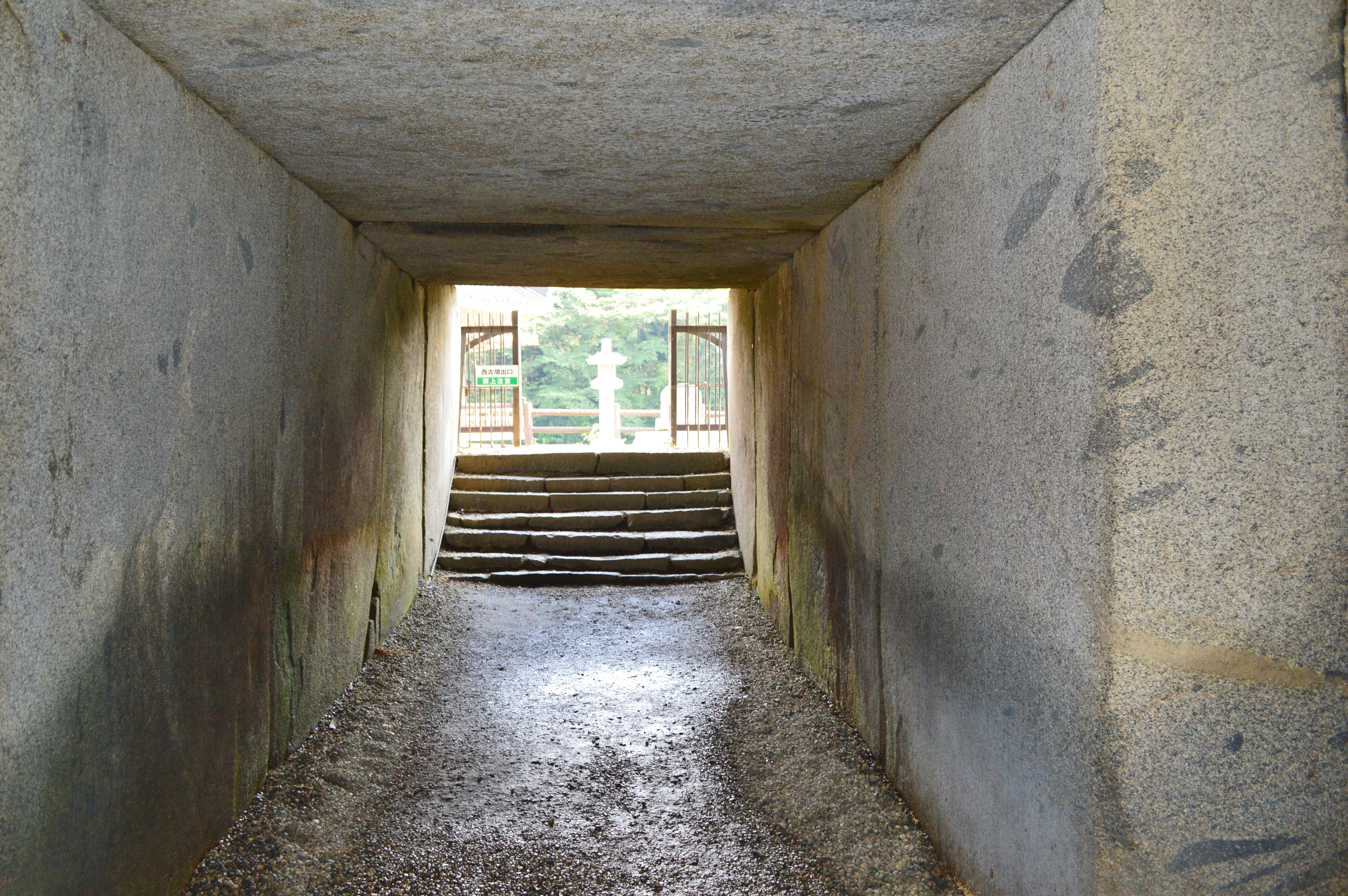
羨道（入口方向）
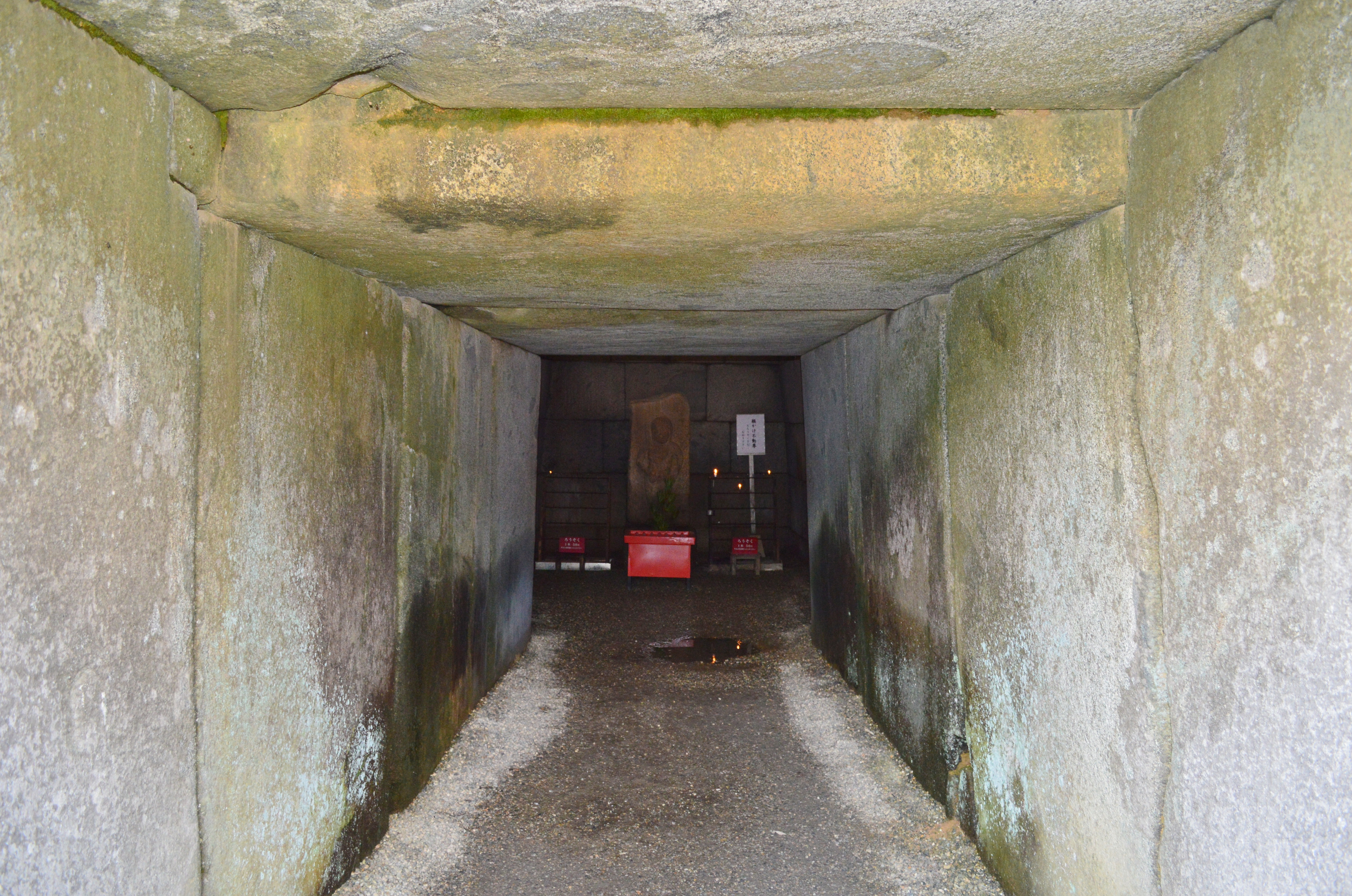
羨道（玄室方向）
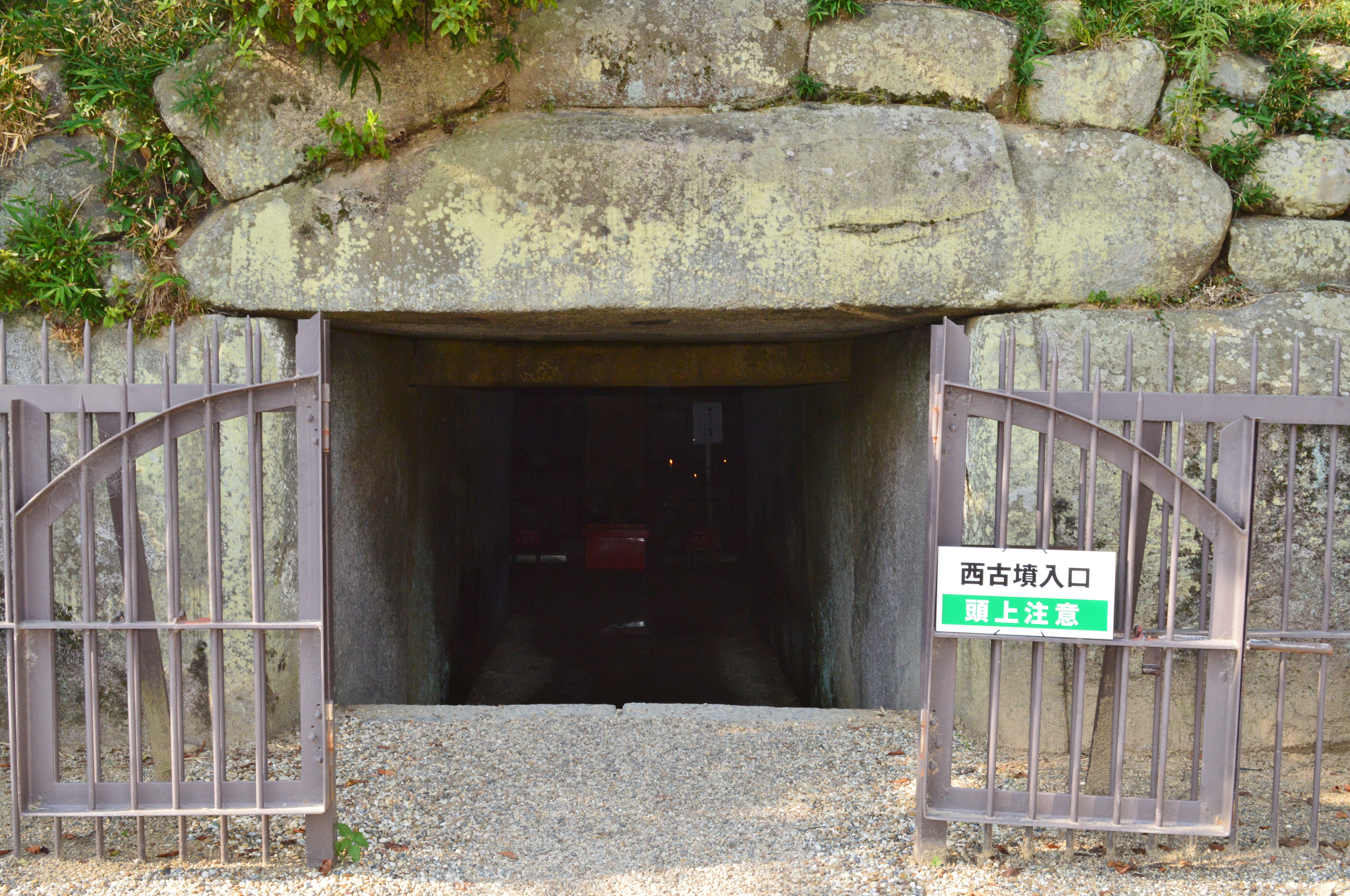
入口